# Принцесса Фаиза
Принцесса Фаиза (араб. الأميرة فايزة‎), также Фаизе (Faize); 8 ноября 1923, Каир — 6 июня 1994, Лос-Анджелес) — третья дочь 1-го короля Египта и Судана Фуада I и его второй жены Назли Сабри, сестра 2-го короля Египта и Судана Фарука I и жены шаха Ирана Фавзии, правнучка Мухаммеда Шарифа-паши, трижды занимавшего пост премьер-министра Египта. 

## Биография
Принцесса Фаиза родилась во дворце Абдин в Каире 8 ноября 1923 года. Она была третьим ребенком короля Фуада I и Назли Сабри. Также являлась сестрой короля Фарука I и принцесс Фавзии, Файки и Фатии. Её прадедом по материнской линии был Мухаммед Шариф-паша, трижды занимавший пост премьер-министра Египта.
Принцесса Фаиза не хотела выходить замуж за члена королевской семьи из Ближнего Востока. 17 мая 1945 года она вышла замуж за своего двоюродного брата-турка Бюлента Рауфа в Каире. Он был внуком Исмаила-паши. Король Фарук не поддержал их брак, однако в итоге одобрил его. Фаиза и её муж жили во дворце Зохриа на острове Гезира около реки Нил.
Принцесса Фаиза сыграла важную роль в выздоровлении своей сестры Фавзии после её развода с иранским шахом Мохаммедом Реза Пехлеви в 1948 году. Фаиза была одной из ведущих фигур Общества Красного Полумесяца в Египте во время правления короля Фарука. Фарук поместил Фаизу и её мужа под домашний арест из-за подозрений. Фаиза с мужем создали фильм о военном перевороте за шесть недель до июльской революции в 1952 году. У них не было детей. В 1962 году они развелись.
Спустя 2 года после отречения короля Фарука в результате революции в Египте в 1952 году Фаиза переехала в Стамбул. Вскоре она с мужем отправилась в Испанию и Францию. Затем она уехала в США и поселилась в Беверли-Хиллз, оставив мужа в Париже.
Принцесса Фаиза умерла 9 июня 1994 года в возрасте 70 лет в Лос-Анджелесе, США.